# 鈴鹿四日市道路
鈴鹿四日市道路（すずかよっかいちどうろ）は、三重県四日市市釆女町から同県鈴鹿市稲生町にかけて事業中の国道23号のバイパスである。

## 概要
当バイパスは、国道1号北勢バイパスと国道23号中勢バイパスの間を結ぶことで、三重県内の南北軸の強化に資する延長7.5 kmの道路として計画された。予定ルートのうち、起点付近の一部は四日市市内であることを除いて、大部分は鈴鹿市内を通る。
国道23号の現道は、1日当たり最大54,000台の交通量があり四日市市、鈴鹿市、津市の各市内において主要渋滞箇所が多数存在し、これにより四日市港への輸送時間の速達性に支障が生じているほか、今後起きるとされている南海トラフ巨大地震を想定した場合、約6割が津波浸水域となっており現道機能の停止が懸念されているなど、課題が多く存在している。当バイパスは、国道1号北勢バイパスおよび国道23号中勢バイパスと連続し、現道の主要渋滞箇所を回避するとともに、交通の分散による現道の渋滞緩和、地域間の速達性を向上、四日市市 - 松阪市間がダブルネットワーク化され、大規模災害発生時の安心・安全なルートが確保されるなどの整備効果が期待されている。
全体事業費は約840億円、計画交通量は約45,800台/日を見込んでいる。全長7.5 kmのうち、76%にあたる5.7 kmが橋梁部で占められ、また、区間内の鈴鹿市野辺町において事業中の地域高規格道路 鈴鹿亀山道路と接続する計画である。

### 路線データ
- 起点：三重県四日市市釆女町
- 終点：三重県鈴鹿市稲生町
- 延長：7.5 km
- 規格：第3種第1級
- 道路幅員：25.0 m
- 車線数：4車線
- 車線幅員：3.5 m
- 設計速度：80 km/h

## 沿革
- 1990年（平成2年）度 : 都市計画決定[7]。
- 2020年（令和2年）度 : 事業化[2]。